# Kejambon (Taman)
Kejambon is een bestuurslaag in het regentschap Pemalang van de provincie Midden-Java, Indonesië. Kejambon telt 2785 inwoners (volkstelling 2010).